# گیدو ایمبنس
گیدو ایمبنس (انگلیسی: Guido Imbens؛ زادهٔ ۳ سپتامبر ۱۹۶۳) اقتصاددان هلندی آمریکایی است. در سال ۲۰۲۱، ایمبنس به همراه جاشوا آنگریست نیمی از جایزه یادبود نوبل علوم اقتصادی را «به دلیل مشارکت روش‌شناختی خود در تجزیه و تحلیل روابط علّی متغیرهای اقتصادی» دریافت کردند و نیمی دیگر را دیوید کارد دریافت کرد. وی از سال ۲۰۱۲ استاد اقتصاد در مدرسه عالی کسب‌وکار استنفورد از دانشگاه استنفورد بوده‌است.

## زندگی‌نامه
گیدو ایمبنس در ۳ سپتامبر ۱۹۶۳ در خلدروپ، هلند متولد شد. در سال ۱۹۷۵ خانواده او به دئورنه نقل مکان کردند، جایی که او در کالج پیلند تحصیل کرد. در کودکی، ایمبنس یک شطرنج‌باز مشتاق بود. در مصاحبه‌ای در سال ۲۰۲۱، ایمبنس علاقه خود را به اقتصادسنجی، به علاقه دوران کودکی خود به این بازی مرتبط کرد.

## جوایز
وی برنده جایزه یادبود نوبل علوم اقتصادی ۲۰۲۱ شده‌است.